# Зинченко, Павел Иванович
Павел Иванович Зинченко (23 сентября 1927, с. Работино, Мелитопольский округ — 4 июня 2005) — бригадир плавильщиков Запорожского абразивного комбината имени 50-летия Советской Украины; Герой Социалистического Труда (1971).

## Биография
Родился в селе Работино (ныне — Токмакского района Запорожской области) в крестьянской семье.
Участник Великой Отечественной войны.
С 1951 года работал плавильщиком, затем — бригадиром плавильщиков Запорожского завода абразивных изделий (с 1966 года — Запорожского абразивного комбината) в городе Запорожье Украинской ССР. Был признанным специалистом по механизации металлургических процессов.
Указом Президиума Верховного Совета СССР от 5 апреля 1971 года за выдающиеся трудовые успехи, достигнутые в выполнении заданий пятилетнего плана, выпуск продукции высокого качества и активное участие в создании новой техники Зинченко Павлу Ивановичу присвоено звание Героя Социалистического Труда с вручением ордена Ленина и золотой медали «Серп и Молот».
- два ордена Ленина (5.4.1971; …)[1].

Продолжал работать на Запорожском абразивном комбинате до 1997 года.
Жил в городе Запорожье (Украина). Умер 4 июня 2005 года.

## Награды
- медаль «Серп и Молот» Героя Социалистического труда (5.4.1971)
- два ордена Ленина (5.4.1971; …)[1].